# HTC One V
L'HTC One V è uno smartphone prodotto dall'azienda taiwanese HTC. Fa parte della famiglia di prodotti HTC One Series presentata ufficialmente il 26 febbraio 2012 al Mobile World Congress. Il terminale monta Android 4.0.3 con HTC Sense 4.0

## Caratteristiche
L'HTC One V presenta un design ricurvo unibody costruito da un unico monoblocco di metallo. Il design del One V ricorda quello dell' HTC Legend, altro device targato HTC. Presenta anche un display touchscreen con risoluzione 480x800 (WVGA), 512 Mb di RAM, processore da 1 Ghz e ottimizzazione audio Beats by Dr.Dre.

### Fotocamera
L'HTC One V presenta una fotocamera da 5 Mpx con apertura massima di F2.0, sensore BSI, singolo flash smart, obbiettivo grandangolare 28 mm, chip immagine dedicato e registrazione video fino a 720p. Inoltre si possono catturare foto durante una registrazione video o eseguire degli scatti a raffica. Sono presenti diverse modalità di scatto come HDR o registrazione video al rallenty. L'HTC One V non presenta alcuna fotocamera frontale.